# Cultura di Wartberg

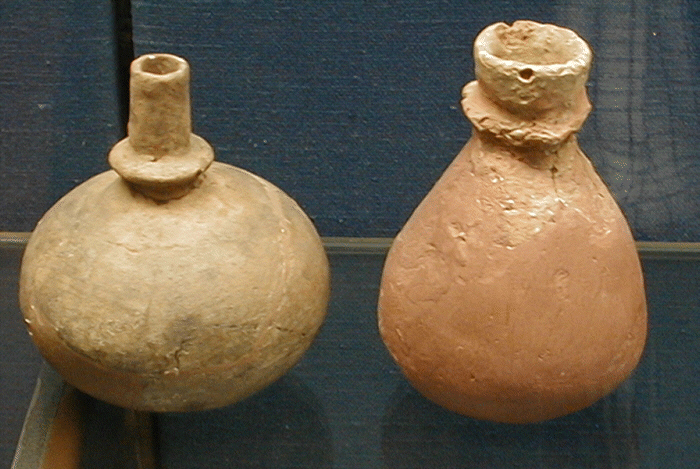
Ceramiche

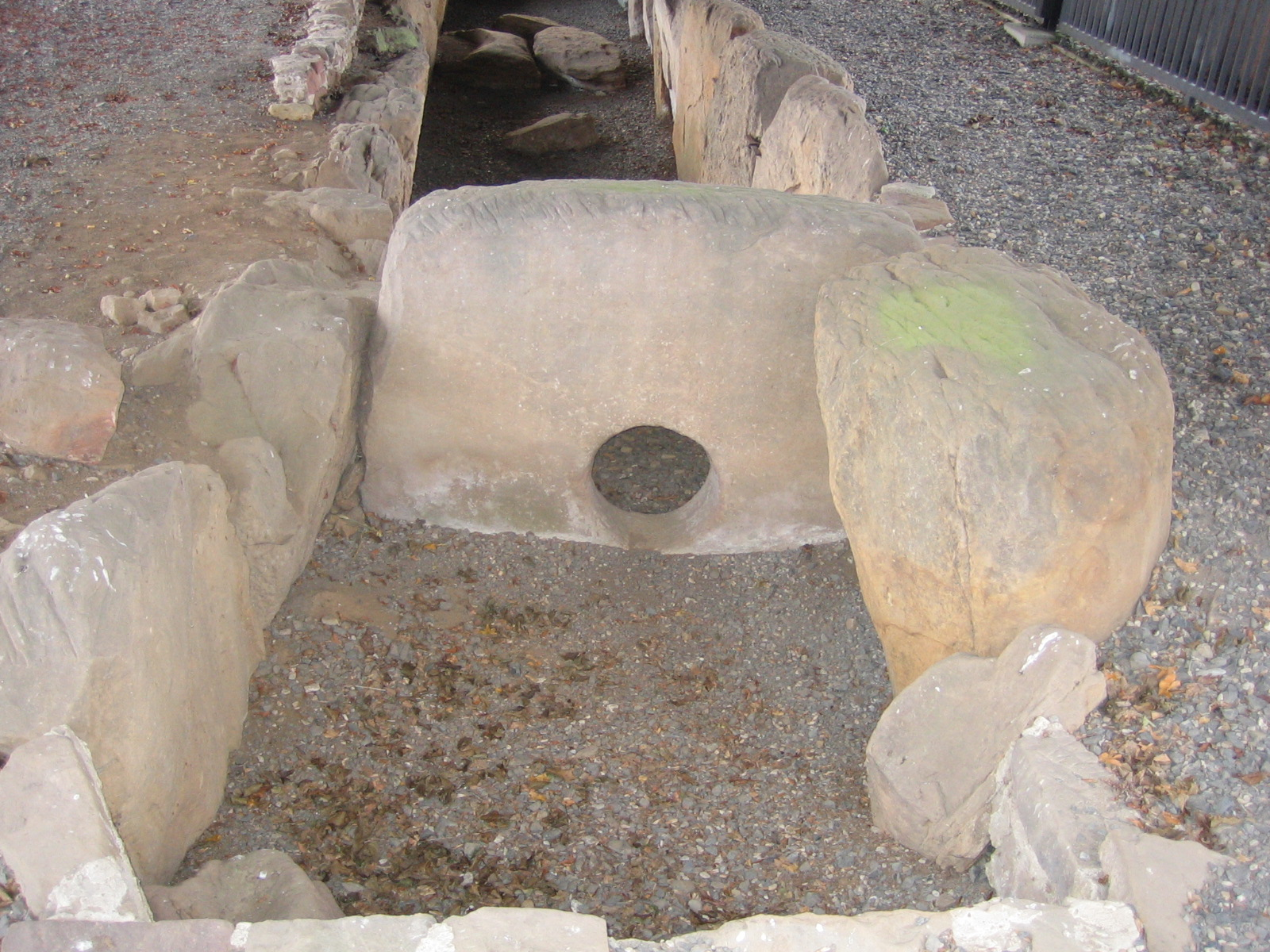
Tomba di Züschen

La cultura di Wartberg è una cultura preistorica databile fra il 3600 e il 2800 a.C. che si sviluppò in Europa centrale durante il tardo neolitico. Prende il nome dal sito di Wartberg, una collina nei pressi di Niedenstein-Kirchberg nell'Assia settentrionale, in Germania. Fu parte integrante del fenomeno del megalitismo come dimostrano i numerosi menhir e le tombe a corridoio.

## Estensione geografica
La cultura di Wartberg si estendena nell'Assia settentrionale, nella parte meridionale della Bassa Sassonia e nella Turingia occidentale; un'estensione più a sud benché probabile non è ancora provata con certezza..

## Datazione
Il termine "cultura di Wartberg" descrive un gruppo di siti con caratteristiche simili databili al 3600-2800 a.C.. Questa cultura sembra essere uno sviluppo regionale delle precedenti culture di Michelsberg e Baalberge. Fu contemporanea e in contatto con la cultura di Bernburg e del bicchiere imbutiforme e venne succeduta dalla cultura della ceramica cordata.

## Archeogenetica
Immel et al. (2021) hanno esaminato i resti di 42 individui della cultura di Wartberg sepolti a Niedertiefenbach, in Germania, intorno al 3300-3200 a.C. Essi mostravano circa il 60% di ascendenza dai primi agricoltori europei (EEF) e il 40% di ascendenza dai cacciatori-raccoglitori occidentali (WHG), risultando quindi con una discendenza molto maggiore dai cacciatori-raccoglitori, rispetto ai popoli della precedente cultura della ceramica lineare (LBK). Ciò suggerisce che la scomparsa della cultura LBK sia stata accompagnata da un importante cambiamento demografico.
La ricostruzione del fenotipo ha rivelato che gli individui esaminati avevano una carnagione prevalentemente scura e non erano ancora geneticamente adattati a digerire alimenti ricchi di amido o lattosio.